# Ado-Tímovo
Ado-Tímovo (en rus: Адо-Тымово) és un poble de l'óblast de Sakhalín, a Rússia, el 2013 tenia 566 habitants. Pertany al districte municipal de Tímovskoie.